# Bâolis de Mehrauli

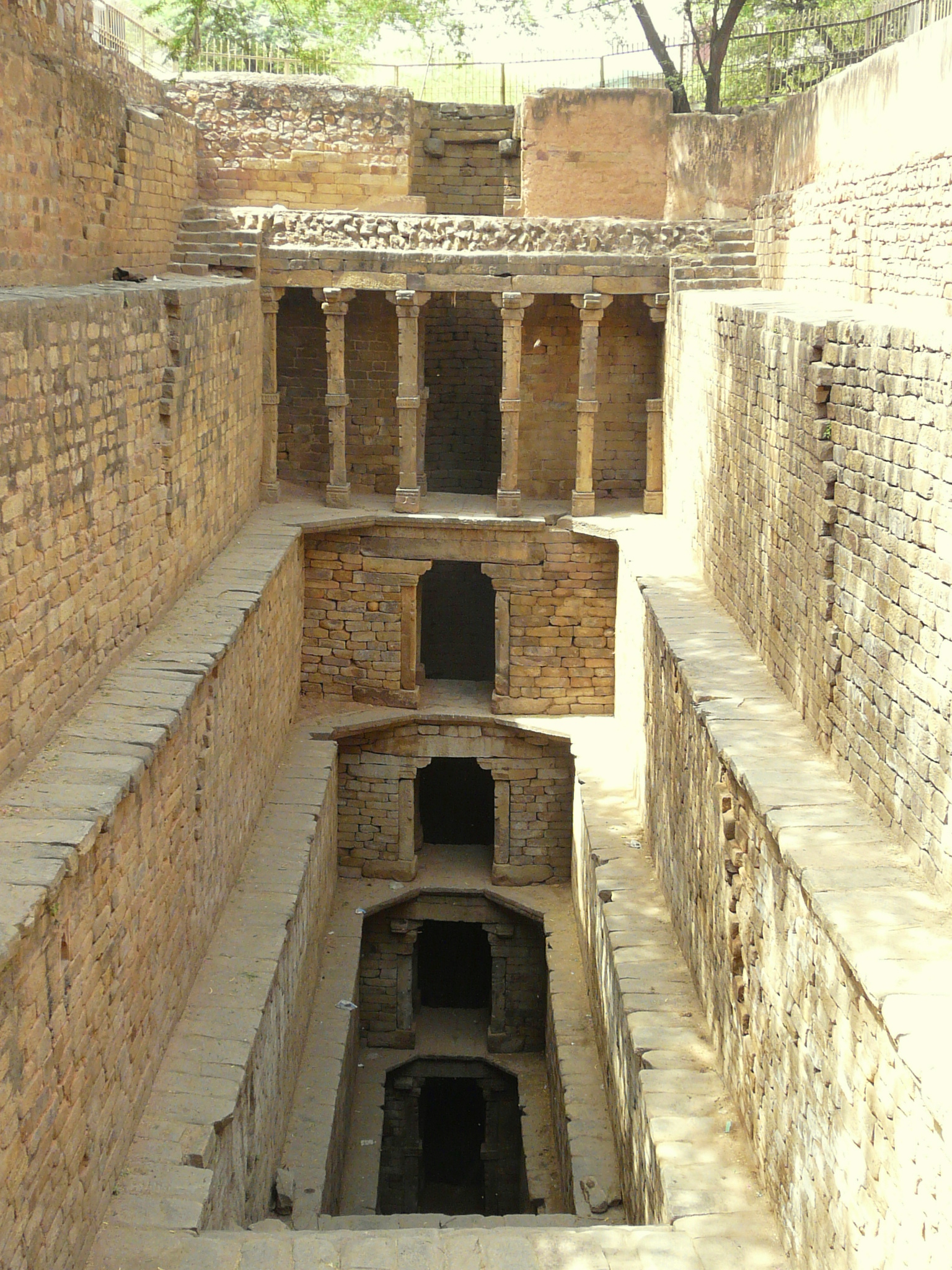
Gandhak ki Baoli.

Les Bâolis de Mehrauli regroupent trois bâolis, des puits à degrés, situés dans le parc archéologique de Mehrauli, dans le sud-ouest de Delhi, en Inde.
Ces trois bâolis portent les noms d'Anangtal Baoli, Gandhak Ki Baoli et Rajo ki Baoli, et étaient considérés comme des sanctuaires à l'époque médiévale.

## Localisation
Ces trois bâolis se situent dans le Mehrauli (en), un quartier du sud-ouest de Delhi. Ils se trouvent dans le parc archéologique entretenu par l'Archaeological Survey of India près de Qûtb Minâr.
Gandhak ki Baoli (au sud de la tombe de l'Adham Khan) est à l'une des extrémités du parc archéologique. Rajon ki Baoli se trouve 200 m plus loin.

## Histoire
Parmi les trois bâolis de Mehrauli, Anangtal Baoli est le plus ancien. Il a été construit au XIe siècle par le Rajput Raja Anangpal II de la dynastie Tomar dans ce qui était alors la capitale de Lalkhot de Delhi.
On pense que le Gandhak ki Baoli a été construit au XIIIe siècle, quand la dynastie des esclaves du sultanat de Delhi Iltutmish a régné sur Delhi.
Le Rajon ki Baoli, quant à lui, date du XVIe siècle et a été construit par Daulat Khan pendant le règne de Sikandar Lodi de la dynastie des Lodi.

## Description
Anangtal Baoli, le plus ancien bâoli à Delhi, ne comporte qu'un étage. Les fouilles révèlent que cette construction était probablement bien plus grande que ce que montrent les vestiges actuels, où seules persistent quelques marches menant à l'eau. L'eau était prélevée au fur et à mesure, sans stockage.
Gandhak ki Baoli est plus imposant qu'Anangtal Baoli. Il dispose d'éléments architecturaux décoratifs. Comme son nom l'indique (Gandhak signifie « soufre » en hindi), l'eau qui y est contenue est chargée en soufre, ce qui lui confère des vertus curatives. Il a un plan simple en cinq étages. L'escalier mesure environ 40 m de long et 12 m de large. Chaque étage est orné de piliers décorés,. Au cours des siècles, le site s'est ensablé. Toutefois en mai 2004, l'Archaeological Survey of India a procédé à un désensablement qui a permis de retrouver de l'eau à une profondeur de 12 m.
Rajon ki Baoli, de plan rectangulaire, est le plus grand et le plus décoré des trois bâolis dans Mehrauli. Il dispose d'une série de quatre étapes de formage, chacune de taille décroissante, avec des étages à chaque étape, ce qui conduit au niveau du sol environnant l'eau. Son apparence est celle d'une cour de la période médiévale, avec des passages marqués par des arches symétriques stylisées et sculptées couvrant les colonnes de style architectural du nord de l'Inde, qui forment les trois côtés du bâoli. Il comporte des chambres à chaque étage, autrefois lieux de repos pour les personnes. Avec son travail de plâtre incisé, le bâoli est un élégant édifice architectural. Lorsqu'il fut construit, l'eau atteignait le troisième étage,. Comme pour le Gandhak ki Baoli, une opération de désensablement a été menée en mai 2004, ce qui a conduit à une augmentation du niveau de l'eau d'environ 6 m.